# Дюсьметьєво
Дюсьме́тьєво (рос. Дюсьметьево) — село у складі Пономарьовського району Оренбурзької області, Росія.

## Населення
Населення — 602 особи (2010; 727 у 2002).
Національний склад (станом на 2002 рік):
- татари — 97 %